# Vindblæs Kirke (Vesthimmerlands Kommune)
 For alternative betydninger, se Vindblæs Kirke. (Se også artikler, som begynder med Vindblæs Kirke)
Vindblæs Kirke er en kirke i Vesthimmerlands Kommune. Kirken består af elementer i både romansk og sengotisk stil. Fra den førstnævnte periode tæller kor og skib, mens tårn og våbenhus er tilføjet i 1800-tallet. De romanske dele er af granitkvadre på en skråkantsokkel. Der er en retkantet dør på sydmuren og et tilmuret rundbuevindue i korets østgavl. En næsten meterlang billedkvader sidder på hovedet i tårnets vestmur. Den særprægede figur er vel tænkt som en løve, men det er usikkert, hvorfor stenen er vendt med bunden i vejret. En gammel tradition fortæller, at dommedag kommer, hvis stenen bliver vendt om.
Bygningen er i gotisk tid blevet en del ommuret, hvilket er resulteret i, at skibets vestgavl består af munkesten med en spidsbuet højblænding. Senere igen opførtes det lave tårn, der har trappehus på nordsiden. Tårnets overdel med øst-vestvendte gavle er blevet meget skalmuret, blandt andet i året 1735, som står med jerncifre på muren. Her står også initialerne IPKB, der står for Jockum Poulsen og hans hustru. Kirken blev istandsat i 1937 af arkitekt E. Windfeld Brorsen.
I vestpulpiturets felter ses en række fine malerier med bibelske motiver. På alterbordet, der blot består af fyrrepaneler, står altertavlen, der skildrer korsfæstelsen og er malet af Anton Dorph i 1895. Prædikestolen er fra 1626 og har allegoriske billeder af dyderne og våben for Jockum Poulsen og hustru. Døbefonten er af sandsten og er fra 1884. Den har et glat messingfad fra omkring 1700.